# 郑丁贤
郑丁贤（Tay Tian Yan），马来西亚时事评论员。

## 生平
出生于马六甲，毕业于培风中学。台湾国立政治大学新聞系毕业，苏格兰斯特拉斯克莱德大学硕士。曾先后担任记者、专栏作者、副刊主任、主笔、执行编辑等工作，目前是马来西亚《星洲日报》副总编辑，并以笔名馬荷加尼撰写专栏，作品曾多次获得马来西亚国内的评论及新闻奖项。其时常在《星洲日报》观点撰稿，并多次针对反对党（主要是民主行动党）进行批评，曾与该党秘书长林冠英展开长达数个月的笔战。

## 作品
- 2007年5月，《舉重》ISBN 9789833703128，星洲叢書出版
- 2007年5月，《若輕》ISBN 9789833703135，星洲叢書出版
- 2007年5月，《夜雨晨風》ISBN 9789833703142，林瑞源、林明華合著，星洲叢書出版
- 2007年5月，《夜雨晨風2》ISBN 9789833703159，林瑞源、林明華合著，星洲叢書出版
- 2009年8月，《站在懸崖上：丁賢談政治》ISBN 9789833703326，星洲叢書出版
- 2009年8月，《政治寓言：丁賢說故事》ISBN 9789833703333，星洲叢書出版
- 2009年8月，《Standing on the Cliff》ISBN 9789833703340，星洲叢書出版
- 2012年8月，《情在人間3：狂囂年代》ISBN 9789833703487，星洲叢書出版
- 2012年8月，《男人很笨‧無關政治》ISBN 9789833703494，星洲叢書出版